# Elvira Mancuso
Pour les articles homonymes, voir Mancuso.
Elvira Mancuso, née à Caltanissetta en 1867 et morte dans la même ville en 1958, était une écrivaine et enseignante italienne. Elle est connue pour son livre de 1906 Annuzza la maestrina, une œuvre semi-autobiographique décrivant la vie des femmes en Sicile. Certains la considère comme une précurseur féministe.

## Biographie
Née dans une famille bourgeoise aisée, Elvira Mancuso est une institutrice qu a vécu toute sa vie à Caltanissetta. Elle a choisi d'être célibataire. Elle est une écrivaine vériste disciple de Giovanni Verga et de Luigi Capuana. Elle a écrit quelques nouvelles, entre 1889 et 1891, avec un pseudonyme masculin, dans le magazine féminin Cornelia.
En 1906, elle écrit son œuvre la plus importante : Annuzza la maestrina, un ouvrage autobiographique centré sur la condition de la femme en Sicile au début du XXe siècle. Puis elle écrit une œuvre en vers, Resede e ortiche, et un essai, Sulla condizione della donna borghese in Sicilia: appunti e riflessioni.
Durant la période fasciste, elle se consacre exclusivement à l'enseignement. Elvira a  plaidé pour l'éducation des filles, bien qu'elle fustigeait les écoles primaires pour filles très normatives.

### Postérité
Dans Annuzza e la maestrina, la protagoniste refuse le mariage comme objectif de la vie. Dans le roman, l'auteur exprime son rejet de la condition de la femme déterminée par le système éthique et moral de l'époque en Sicile, qui stigmatise celles qui ont préféré une carrière au mariage et à la maternité. Ce roman est une œuvre fondamentale pour la littérature sicilienne. Le roman a été réimprimé, par décision d'Italo Calvino, avec une préface de Leonardo Sciascia en 1980 puis 1990.

## Écrits
- Sacrificio, nouvelle, publiée dans la revue féministe Cordelia.
- Serata in provincia, nouvelle, publiée dans la revue féministe Cordelia.
- Sogno, nouvelle, publiée dans la revue féministe Cordelia.
- Resede e ortiche, ed. Caltanissetta, Tip. Dell'omnibus, Fratelli Arnone, 1906.
- Annuzza la maestrina, roman autobiographique, ed. Caltanissetta, Tip. Dell'omnibus, Fratelli Arnone, 1906, publié par Sellerio en 1990, avec pour titre Annuzza: vecchia storia... inverosimile.
- Sulla condizione della donna borghese in Sicilia: appunti e riflessioni, essai, ed. Caltanissetta, Tip. Dell'omnibus, Fratelli Arnone, 1907.
- Bagattelle, recueil d'œuvres, 1909.